# Liste der Bodendenkmale in Jänschwalde
In der Liste der Bodendenkmale in Jänschwalde sind alle Bodendenkmale der brandenburgischen Gemeinde Jänschwalde und ihrer Ortsteile aufgelistet. Grundlage ist die Veröffentlichung der Landesdenkmalliste mit dem Stand vom 31. Dezember 2020.
Die Baudenkmale sind in der Liste der Baudenkmale in Jänschwalde aufgeführt.
|   | Gemarkung      | Flur    | Kurzansprache | Bodendenkmalnummer | Bemerkung | Bild |
| - | -------------- | ------- | --- | ------------------ | --------- | ---- |
| 1 | Drewitz (Lage) | 4, 6, 7 | Dorfkern Neuzeit, Gräberfeld Bronzezeit, Kirche Neuzeit, Friedhof Neuzeit, Dorfkern deutsches Mittelalter, Friedhof deutsches Mittelalter, Kirche deutsches Mittelalter | 120356             |           |      |